# Piper come
Piper come är en pepparväxtart som beskrevs av Trel. & Standley. Piper come ingår i släktet Piper och familjen pepparväxter. Inga underarter finns listade i Catalogue of Life.